# Filip Polc
Filip Polc (10 de abril de 1982) es un deportista eslovaco que compitió en ciclismo de montaña en la disciplina de descenso. Ganó una medalla de oro en el Campeonato Europeo de Ciclismo de Montaña de 2001.

## Palmarés internacional
| Campeonato Europeo | Campeonato Europeo | Campeonato Europeo | Campeonato Europeo |
| Año                | Lugar              | Medalla            | Competición        |
| ------------------ | ------------------ | ------------------ | ------------------ |
| 2001               | Livigno (Italia)   | Medalla de oro     | Descenso           |